# تشارلز إدوارد باركر
تشارلز إدوارد باركر (بالإنجليزية: Charles Edward Parker)‏ هو مهندس معماري أمريكي، ولد في 1826 في كين في الولايات المتحدة، وتوفي في 1890 في Auburndale, Massachusetts ‏ في الولايات المتحدة.